# أينشتاينيوم
عنصر أساسيّ اصطناعيّ في الجدول الدوريّ رمزه Es الرمز ووله رقم ذري 99. ينتمي إلى الأكتينيدات. ينتج إينشتاينيوم بواسطة قذف البلوتونيوم بالنيوترونات واكتشف في شظايا اختبار القنبلة الهيدروجينة الأولى. سمّي على اسم ألبرت أينشتاين ولا يتناول استعمالات معروفة.
اكتشف العنصر لأول مرة سنة 1952 تحت فريق أشرف عليه ألبرت غيورسو في جامعة بيركلي وفريق آخر يرأسة تشوبين في معمل لوس ألاموس الوطني
و قد كان كلاهما يفحص شظايا القنبلة هيدروجينة الأولى اكتشفوا 253Es النظير (عمر النصف له 20.5 يوم) الذي جعل بواسطة اندماج نووي 15 نيوترون مع 238U كتمت هذة الاكتشفات حتّى 1955 بسبب إلى توتّرات الحرب الباردة،
قام علماء جامعة كاليفورينا، ومختبر أرجون القومي، وكذلك مختبر لوس ألاموس بتسمية هذا العنصر بهذا الاسم تكريمًا للعالم أَلبرت أينشتاين. اكتشف هذا العنصر في مُخلّفات انفجار قنبلة هيدروجينية عام 1952م. وقد قام العلماء بجمع هذه المخلفات من الهواء على ورق ترشيح محمول بطائرات متحكم فيها بالراديو، وكذلك من المخلفات التي سقطت على جزيرة مرجانية قريبة من موقع الانفجار. تكوَّن هذا العنصر عندما اصطدم عدد كبير من النيوترونات الناتجة عن الانفجار بذرات من اليورانيوم 238، واندمج مع نوياتها. وقد تكوَّن في الوقت نفسه عنصر الفيرميوم، وهو العنصر رقم 100 في الجدول الدوري للعناصر.
استطاع العلماء إنتاج الأينشتنيوم لأول مرة في المختبر عام 1954م. وينتج أحد النظائر الأينشتنيوم، وله عدد كتلي 253 ونصف عمر 20 يومًا، بكميات ضئيلة في المفاعلات الذرية. وقد استطاع العلماء أيضًا تحضير مركبات الأينشتنيوم.

## مركبات معروفة
- EsBr2 بروميد أينشتانيوم ثنائي
- EsBr3 بروميد أينشتانيوم ثلاثي
- EsCl2 كلوريد أينشتانيوم ثنائي
- EsCl3 كلوريد أينشتانيوم ثلاثي
- EsF3 فلوريد أينشتانيوم ثنائي
- EsI2 يوديد أينشتانيوم ثنائي
- EsI3 يوديد أينشتانيوم ثلاثي
- Es2O3 أكسيد أينشتانيوم ثلاثي

## المصدر
- الآينشتاينيوم - موسوعة المورد، منير البعلبكي، 1991